# Bajandsürch (Distrikt)
Bajandsürch (mongolisch Баянзүрх, ᠪᠠᠶᠠᠨᠵᠢᠷᠦᠬᠡ
 ᠲᠡᠭᠦᠷᠭᠡ engl.: Bayanzürkh, dt.: „Reiches Herz“) ist einer der neun Düüregs (Distrikte) der mongolischen Hauptstadt Ulaanbaatar. Er ist unterteilt in 30 Khoroo (Subdistrikte). Diese sind durchnummeriert.

## Geographie

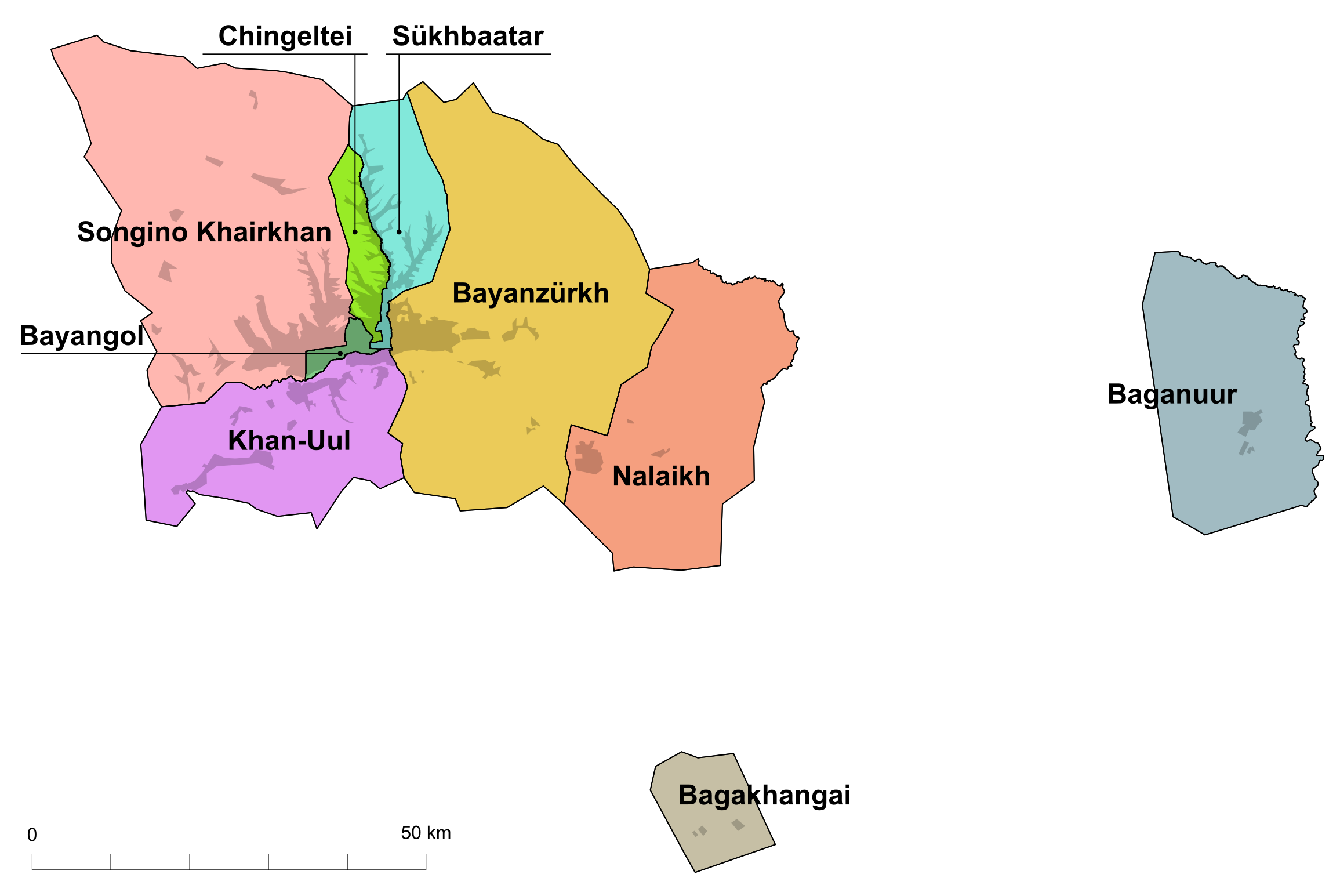
Lage von Bajandsürch (Bayanzürkh) innerhalb der Stadt Ulaanbaatar

Bajandsürch ist von der Fläche der größte Distrikt der Hauptstadt. Er liegt im Südosten des Stadtgebiets, am Fuß der vier Berge von Ulaanbaatar, der Bayanzürkh Uul (Bogd Khan Mountain). Er wurde 1965 eingerichtet. 2006 hatte er geschätzt 184.690 Einwohner in 44.138 Haushalten (2020: 221.565). 23 staatliche Kindergärten und 19 weiterführende Schulen gehören zum Distrikt. Es gibt 27 Hospitäler, sowie 250 private Arztpraxen.
Zum Gebiet gehören auch die landschaftlich reizvollen Täler von Baga tenger, Bogino Khurkhree, Chuluut, Bumbat, Zalaat, Tur Khurakh und Khar Usan Tokhoi.

## Wirtschaft
Zahlreiche Firmen haben ihren Hauptsitz für die Mongolei hier, unter anderem das Büro der Eznis Airways im Shine Dul Building (Шинэ Дөл Билдинг) in Bayanzürkh.
Außerdem wurden 4700 „business entities“ und Organisationen im Distrikt verzeichnet, von denen 420 Nicht-Regierungs-Organisationen sind und 18 „public companies“ und 3345 „LLCs“. 49 staatliche Unternehmen sind in 13 Distrikten aktiv.

## Persönlichkeiten
- Shirnengiin Ayuush (1903–1938), Komponist und Schriftsteller